# Temósachic
Temósachic es la cabecera municipal de Temósachic ubicado al suroeste de Chihuahua y enclavado en la sierra Tarahumara.
Su actividad principal es la agricultura y es conocido por tener un clima muy frío durante el invierno en sus partes altas, arriba de los 2,200 m s. n. m.

## Clima
| Parámetros climáticos promedio de Temósachic (1.932 m s. n. m.) - Normales : 1981-2010 - Extremos : 1951-2011 | Parámetros climáticos promedio de Temósachic (1.932 m s. n. m.) - Normales : 1981-2010 - Extremos : 1951-2011 | Parámetros climáticos promedio de Temósachic (1.932 m s. n. m.) - Normales : 1981-2010 - Extremos : 1951-2011 | Parámetros climáticos promedio de Temósachic (1.932 m s. n. m.) - Normales : 1981-2010 - Extremos : 1951-2011 | Parámetros climáticos promedio de Temósachic (1.932 m s. n. m.) - Normales : 1981-2010 - Extremos : 1951-2011 | Parámetros climáticos promedio de Temósachic (1.932 m s. n. m.) - Normales : 1981-2010 - Extremos : 1951-2011 | Parámetros climáticos promedio de Temósachic (1.932 m s. n. m.) - Normales : 1981-2010 - Extremos : 1951-2011 | Parámetros climáticos promedio de Temósachic (1.932 m s. n. m.) - Normales : 1981-2010 - Extremos : 1951-2011 | Parámetros climáticos promedio de Temósachic (1.932 m s. n. m.) - Normales : 1981-2010 - Extremos : 1951-2011 | Parámetros climáticos promedio de Temósachic (1.932 m s. n. m.) - Normales : 1981-2010 - Extremos : 1951-2011 | Parámetros climáticos promedio de Temósachic (1.932 m s. n. m.) - Normales : 1981-2010 - Extremos : 1951-2011 | Parámetros climáticos promedio de Temósachic (1.932 m s. n. m.) - Normales : 1981-2010 - Extremos : 1951-2011 | Parámetros climáticos promedio de Temósachic (1.932 m s. n. m.) - Normales : 1981-2010 - Extremos : 1951-2011 | Parámetros climáticos promedio de Temósachic (1.932 m s. n. m.) - Normales : 1981-2010 - Extremos : 1951-2011 |
| Mes | Ene. | Feb. | Mar. | Abr. | May. | Jun. | Jul. | Ago. | Sep. | Oct. | Nov. | Dic. | Anual |
| --- | --- | --- | --- | --- | --- | --- | --- | --- | --- | --- | --- | --- | --- |
| Temp. máx. abs. (°C)                                                                                          | 29.0 | 28.1 | 29.4 | 35.5 | 37.5 | 38.5 | 38.0 | 36.0 | 33.5 | 37.5 | 32.0 | 28.0 | 38.5 |
| Temp. máx. media (°C)                                                                                         | 16.8 | 18.3 | 21.2 | 24.5 | 28.5 | 31.1 | 29.1 | 28.2 | 27.2 | 24.4 | 20.3 | 16.9 | 23.9 |
| Temp. media (°C)                                                                                              | 5.7 | 7.4 | 9.6 | 12.9 | 16.7 | 20.3 | 20.9 | 20.5 | 18.4 | 13.9 | 9.0 | 5.7 | 13.4 |
| Temp. mín. media (°C)                                                                                         | -5.4 | -3.6 | -2.0 | 1.4 | 4.8 | 9.5 | 12.6 | 12.8 | 9.6 | 3.3 | -2.4 | -5.5 | 2.9 |
| Temp. mín. abs. (°C)                                                                                          | -16.0 | -21.0 | -13.0 | -12.0 | -10.0 | -9.0 | 1.6 | 0.5 | -2.0 | -10 | -16.0 | -17.4 | -21.0 |
| Precipitación total (mm)                                                                                      | 25.3 | 20.8 | 11.7 | 8.0 | 8.8 | 39.9 | 120.9 | 103.5 | 54.5 | 28.6 | 15.2 | 29.6 | 466.8 |
| Días de lluvias (≥ 1 mm)                                                                                      | 3.7 | 3.6 | 2.5 | 1.9 | 2.4 | 6.9 | 17.2 | 15.7 | 8.6 | 3.9 | 2.9 | 4.0 | 73.3 |
| Días de nevadas (≥ 1 mm)                                                                                      | N/A | N/A | N/A | N/A | N/A | N/A | N/A | N/A | N/A | N/A | N/A | N/A | N/A |
| Fuente n.º 1: Servicio Meteorológico Nacional                                                                 | | | | | | | | | | | | | |
| Fuente n.º 2: Colegio de Postgraduados                                                                        | | | | | | | | | | | | | |